# Malé Rysy
Le Malé Rysy en slovaque ou Niżnie Rysy en polonais est un pic du massif des Hautes Tatras qui appartient aux montagnes des Carpates occidentales situé sur la frontière entre la Pologne et la Slovaquie au nord du mont Rysy. Il culmine à 2 430 mètres d'altitude.

## Histoire
La première ascension fut réalisée par Janusz Chmielowski, Adam Kroebel et Jakub Bachleda en 1905.